# نقص ایمنی متغیر شایع
نقص ایمنی متغیر شایع (CVID) سندرومی است که با هیپوگاماگلوبولینمی (کاهش پادتن‌های درگردش خون)و عدم توانایی در تولید آنتی بادی‌های اختصاصی همراه با تعداد طبیعی سلولهای B محیطی مشخص می‌شود. برعکس بیماران کمبود آنتی‌بادی وابسته به جنس(XLA)، توزیع جنسی در CVID تقریباً مساوی است و مردان و زنان را به‌طور یکسان مبتلا می‌کند. بروز عفونت‌های مکرر در بیماران می‌تواند در هر سنی شروع شود ولی نخستین علایم بیشتر در دو محدوده سنی ۱–۵ و ۱۶–۲۰ سالگی تظاهر می‌کنند.
با وجود پیشرفت‌های ایجادشده در زمینه شناخت ایمونوژنتیک بیماری‌های نقص اولیه ایمنی در سال‌های اخیر، هنوز نقص مولکولی و اساس ژنتیکی مشخصی برای بیماری CVID شرح داده نشده‌است. تشخیص CVID بر اساس معیارهای زیر صورت می‌گیرد:
1. کاهش سطوح حداقل دو ایزوتیپ از ایمونوگلوبولین‌ها (IgA ,IgGو یاIgM) برابر یا بیشتر از دو انحراف معیار در مقایسه با سطوح ایمونوگلوبولین‌های افراد سالم هم سال.
2. کنار گذاشتن سایر علل هیپو گاماگلوبولینمی با نقص مولکولی تعریف شده مانند آگاماگلوبولینمی وابسته به جنس و انواع سندرم‌های Hyper IgMّ.

در سالهای اخیر تلاش در جهت شناخت و تعیین ژن مسوول بیماری CVID منجر به یافتن نواقص ژنی جدید در گروهی از بیماران CVID گردیده‌است. این بیماران درقالب بیماری‌های جدید و مجزا از CVID طبقه‌بندی گردیده‌اند. این ژن‌های جدید شامل ICOS,CD19,BAFF-R، و TACI هستند.
بروز بیشتر موارد CVID به صورت اسپورادیک است ولی در ۱۰ تا ۲۰ درصد انتقال بیماری به صورت خانوادگی و با توارث بیشتر از نوع اتوزومال غالب است. گزارش‌های متعددی وجود دارد که ۱۵ درصد خویشاوندان بیماران مبتلا بهCVID دچار کمبود انتخابی IgA هستند که اساس ژنتیکی مشترک در این دو بیماری را مطرح می‌کند.